# Diesel Music
Diesel Music AB, oberoende svenskt skivbolag grundat 1989 av Johan Ekelund, Mauro Scocco och Torbjörn Sten.
Bolaget har bland annat givit ut skivor med artisterna Ratata, Lisa Nilsson, Titiyo, Blacknuss, Eagle-Eye Cherry, KOOP, Esbjörn Svensson Trio, Mauro Scocco, Krister Linder (Solaroid), Magnum Coltrane Price, Jeanette Lindström, Anna Järvinen, Martin Hederos, Georg Riedel och Nina Rochelle. Grundarna sålde bolaget 2006 till Playground Music Scandinavia.